# Marta Fascina
Marta Antonia Fascina (Melito di Porto Salvo, Regio de Calabria, 9 de enero de 1990) es una política italiana. Afiliada al partido conservador Forza Italia, desde 2018 se desempeña como diputada de la República.

## Primeros años y educación
Fascina nació el 9 de enero de 1990 en Melito di Porto Salvo, en la provincia de Regio de Calabria, pero creció en Portici, en la provincia de Nápoles. Más tarde se trasladó a Nápoles y, habiendo terminado el bachillerato, se licenció en Letras y Filosofía en la Universidad de Roma La Sapienza.
Después de graduarse, se convirtió en periodista, aunque brevemente, colaborando con varios periódicos, incluido Il Giornale, y ocupando el cargo de responsable de prensa.
Más tarde, fue llamada a desempeñar el papel de responsable de prensa y especialista en relaciones públicas de la oficina de prensa del club de fútbol AC Milan.

## Carrera política
Fascina se incorporó al partido El Pueblo de la Libertad (PdL), y en las elecciones municipales de 2013 fue candidata al concejo municipal de Portici, pero solo obtuvo 58 preferencias y no fue elegida. El 16 de noviembre de 2013, con la suspensión de las actividades del PdL, se incorporó a la renacida Forza Italia.
En las elecciones generales de 2018, fue candidata a la Cámara de Diputados en la circunscripción plurinominal Campania 1-01 entre las listas de Forza Italia, resultando electa para el cargo. Durante la XVIII legislatura, fue miembro y secretaria de la 4ª Comisión de Defensa de la Cámara.
En las elecciones generales de 2022, Fascina fue reelegida para la Cámara en la circunscripción uninominal Sicilia 1-06 (Marsala), apoyada por la coalición de centro-derecha vigente. En la XIX legislatura volvió a ocupar el cargo de secretaria de la 4ª Comisión de Defensa.
Durante la formación del gobierno de Giorgia Meloni, Fascina logró influir en los nombramientos de Matteo Perego di Cremnago y Tullio Ferrante como subsecretarios de Defensa y del Ministerio de Infraestructura y Trabajo, respectivamente.

## Vida personal
Fascina es católica. Posee una personalidad reservada, casi no habla en público ni concede entrevistas.
Entre 2020 y 2023, Fascina estuvo oficialmente comprometida con Silvio Berlusconi, líder de su partido. El compromiso se hizo público mediante un comunicado oficial de Forza Italia.

## Resultados electorales

### Cámara de Diputados de Italia
|  | 25,05 % |

|  | 35,98 % |

|  | 35,08 % |